# Macrotylus multipunctatus
Macrotylus multipunctatus är en insektsart som beskrevs av Van Duzee 1916. Macrotylus multipunctatus ingår i släktet Macrotylus och familjen ängsskinnbaggar. Inga underarter finns listade i Catalogue of Life.